# Liste der Mitglieder des Landtages (Freistaat Lippe) (4. Wahlperiode)
Liste der Mitglieder der 4. Wahlperiode des Lippischen Landtages 1929–1933, gewählt in der Landtagswahl in Lippe 1929.

## Mitglieder
| Name                           | Partei                                     | Listenplatz | Anmerkung                                                                                        |
| ------------------------------ | ------------------------------------------ | ----------- | ------------------------------------------------------------------------------------------------ |
| Heinrich Blübaum               | DVP                                        | 3           | Rückte am 8. Mai 1930 für Wilhelm Köster nach                                                    |
| Heinrich Drake                 | SPD                                        | 1           | Wurde erneut Mitglied des Landespräsidiums. Nachrücker wurde Konrad Potthast                     |
| Heinrich Diestelmeier          | SPD                                        | 4           |                                                                                                  |
| Heinrich Ellerbrok             | SPD                                        | 12          | Rückte am 9. Februar 1932 für August Schmuck nach                                                |
| Gustav Fassemeier              | Reichspartei für Volksrecht und Aufwertung | 1           |                                                                                                  |
| Heinrich Helms                 | CNBL                                       | 1           |                                                                                                  |
| Gottlieb Johanning             | DNVP                                       | 1           | Verstorben am 15. Februar 1930. Nachrücker wurde Ernst Schlinkmeier                              |
| Wilhelm Köster                 | DVP                                        | 1           | Legt sein Mandat am 8. Mai 1930 nieder. Nachrücker wurde Heinrich Blübaum                        |
| Friedrich Kreinjobst           | CNBL                                       | 3           | Am 24. März 1931 rückte er für Karl Oberbracht nach                                              |
| Friedrich Kuhlemeier           | DDP                                        | 1           |                                                                                                  |
| Heinrich Kuhlmann              | DNVP                                       | 3           |                                                                                                  |
| August Linne                   | SPD                                        | 7           |                                                                                                  |
| Wilhelm Mellies                | SPD                                        | 6           | Präsident                                                                                        |
| Gustav Messmann (auch Meßmann) | DVP                                        | 2           |                                                                                                  |
| Wilhelm Meier                  | SPD                                        | 5           | Landtagspräsident. Legte sein Mandat am 25. Juni 1929 nieder. Nachrücker wurde Heinrich Waldvogt |
| Eduard Meyer                   | DNVP                                       | 2           |                                                                                                  |
| Karl Oberbracht                | CNBL                                       | 2           | Legte das Mandat am 23. März 1931 nieder. Nachrücker wurde Friedrich Kreinjobst                  |
| Konrad Potthast                | SPD                                        | 10          | Rückte am 25. Oktober 1929 für Heinrich Drake nach                                               |
| Luise Rinsche                  | SPD                                        | 3           |                                                                                                  |
| August Schmuck                 | SPD                                        | 2           | Legte das Mandat am 8. Februar 1932 nieder. Nachrücker wurde Heinrich Ellerbrok                  |
| Ernst Schlinkmeier             | DNVP                                       | 4           | Nachgerückt am 18. Februar 1930 für Gottlieb Johanning                                           |
| Adolf Scholz                   | KPD                                        | 1           |                                                                                                  |
| Max Staercke                   | DVP                                        | 3           |                                                                                                  |
| August Stöppler                | WP                                         | 1           |                                                                                                  |
| August Tölle                   | SPD                                        | 9           |                                                                                                  |
| Heinrich Waldvogt              | SPD                                        | 11          | Rückte am 25. Juni 1929 für Wilhelm Meier nach                                                   |
| Friedrich Winter               | SPD                                        | 8           |                                                                                                  |